# Бугрин
Бугри́н — село, в Україні центр Бугринської громади Рівненського району Рівненської області.
Село розташоване над річкою Горинню, за 33 км від Острога і 12 км від залізничої станції Оженина.
Населення — 1 575 осіб.

## Географія
У селі річка Місток впадає у Горинь.

## Герб
У золотому щиті зелений пагорб, обтяжений лазуровою хвилястою балкою, облямованою сріблом, і супроводжуваний зверху чорною дубовою гілкою із зеленим листям і червоними жолудями з чорними шапочками, з'єднаною із зеленою гілкою калини з таким же листям і червоним гроном. У червоній главі срібний уширений хрест.

## Історія

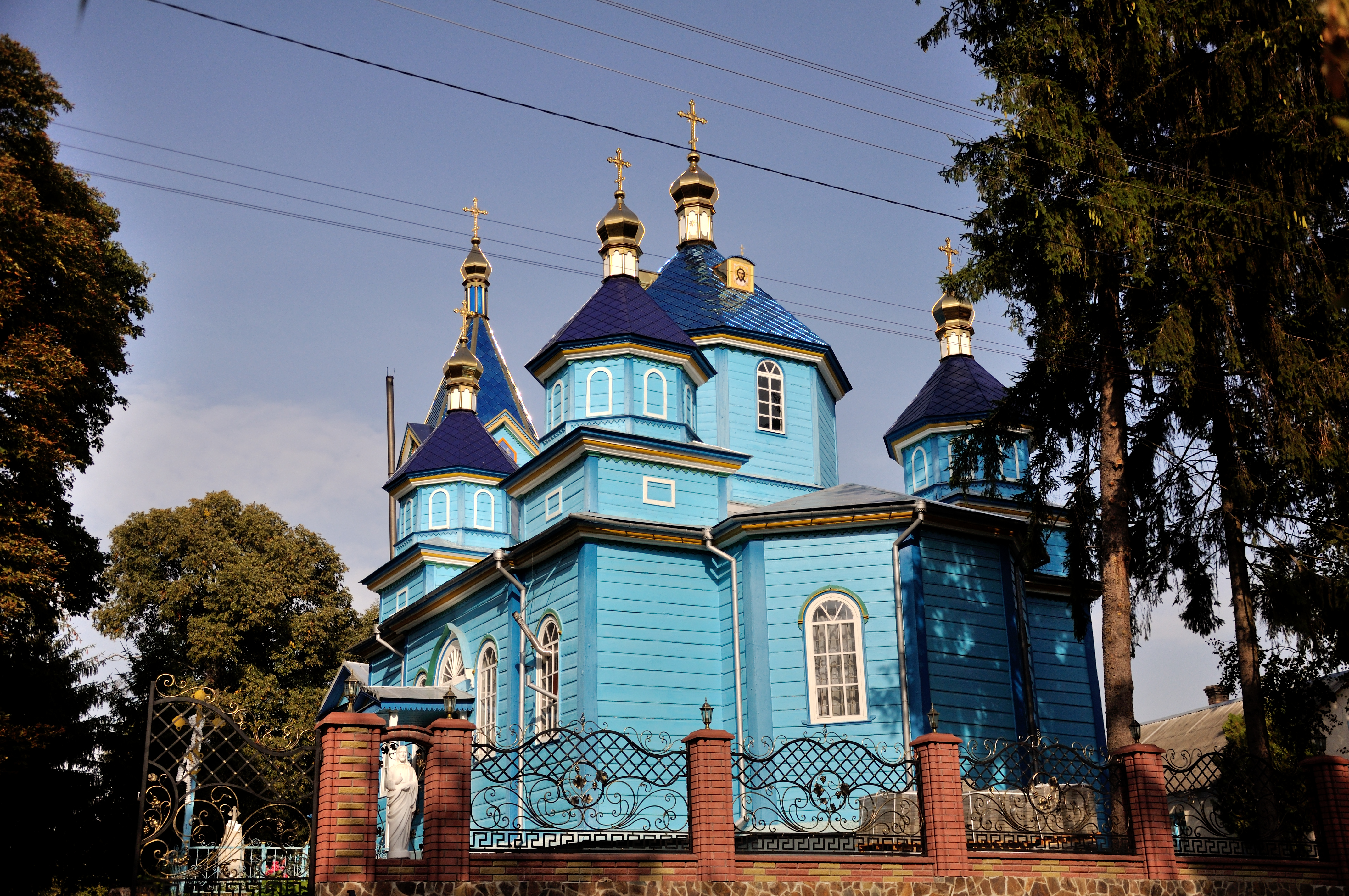
Вознесенська церква

Перша письмова згадка про село датується 1545 роком. За ревізією луцького замку в 1545 село належало до Івана Богоринського (Хребтовича) і його братів, котрі були зобов'язані до утримування трьох городень замкових. У 1564 і 1566 роках частина села належала Любці Хребтовичевій Богуринській, а частина — Семенові та інших Хребтовичів.
У 1569-му згадується в універсалі польського короля Жигмонта про прилучення Волинської землі до корони. Властителькою була тоді Петровая Хребтовичева Настя з Бугриня. В 1570 році Хребтовичева платить із Бугрина з 8 димарів, 1 млинського колеса, 7 городів, а Василева Богуринська за 6 дворів, 20 город. 4 город, одного млинського колеса, Іван Богуринський платить з 22 дворів, 2 город, 6 город, 8 город, 1 млинського колеса.
У 1631 році платить Богуринський і частково належить до військового лятичинського Василя Рогуського. В 1631 платили Богуринські також з 1 боярина.
В 1631 році, за інвентарем с. Бугриня, були там такі урочища: Блудецьк, Вовчковське, Га-сановщина, Гатища, Глибока долина, Грушка, Копче, Козинщина, Комашків, Котовське озеро, Кречища, Крута гора, Кудрява, Лиса гора, Монасовське, Новоставці, Опа-насовщана, Підліски, Ратай, Супруновське озеро, Хочинь, Чорнолази, Шамуньська нива, Ярошова.
Семена й інших Хребтовичів-Богуринських згадують в описі актів книги.
Був тут колись великий овочевий сад і оранжерея. В 18 ст. Б. ще належало до Хребтовичів, а від них перейшло до Гулевичів, потім по черзі до Чарнецьких і кн. Четвертинського.
Наприкінці XIX ст. було 155 домів і 1020 жителів. Від 1884 року село осаджене Кердеями. 
За переписом 1911 року в Бугрині було 1097 жителів, волость, фельдшерський пункт, 1 крамниця, горілчана крамниця, водяний млин (6,000 перем./річно) і випозичальня сільськогосподарських машин.
Після приєднання Волині до Росії, Бугрин став центром волості Острозького повіту, до якої входило 24 сільських общини, три колонії чеських та німецьких поселенців, 36 обжитих хуторів та урочищ. Всього 2470 дворів, у яких проживало 13145 осіб. (статистика 1913 року). Приміщення волосної управи розміщувалося в будівлі старої лікарні.
Після чергової окупації Західних областей України поляками, з 1920 року Бугрин став центром однойменної гміни.
До 1939 року — адміністративний центр однойменної сільської гміни Бугрин Волинського воєводства Рівненського повіту. Гміна Бугрин складалася з 30 сільських громад.

## Населення

### Мова
Розподіл населення за рідною мовою за даними перепису 2001 року:
| Мова            | Кількість | Відсоток |
| --------------- | --------- | -------- |
| українська      | 1565      | 99.37%   |
| російська       | 7         | 0.44%    |
| німецька        | 2         | 0.13%    |
| інші/не вказали | 1         | 0.06%    |
| Усього          | 1575      | 100%     |

## Релігія
Колись була стара церква, на місці якої в 1876 році збудовано нову, дерев'яну.

## Соціальна сфера
Існувала школа церковно-прих.одська школа.

## Природа
Над дорогою до села Угільці зростає найбільша і найстаріша тополя України, Угілецька тополя, заввишки 27 м, обхватом 9,06 м, віком понад 400 років. У селі та на його околицях розташовані гідрологічні пам'ятки природи: Балка Гребельки, Джерело Безодня, Джерело Медведка.